# R18!
『R18!』（アールじゅうはち!）は、ぷらぱによる日本の漫画作品。芳文社の月刊4コマ漫画誌『まんがタイムきららMAX』にて2007年11月号から2014年2月号にかけて連載された。

## 概要
性的なことに対して免疫がない主人公・鈴村里佳子と、彼女を取り巻くアダルトゲームメーカー（本作ではエロゲー制作会社という表記が使われている）「エンゲージング」に勤務する社員が時には真面目に、時には賑やかに作品作りに勤しむ日常を描く「お仕事系」のストーリー4コマである。
なお、R18とはレイティングで18歳未満禁止を意味するものであり、単行本の裏表紙はアダルトゲームのパッケージ風の、登場人物紹介は1，2巻はゲーム雑誌の紹介記事風の、3，4巻はアダルトゲームのWEBページのようなレイアウトになっている。なお、本作そのものは全年齢向けである。背景の本棚などには小ネタが散りばめられており、特に『かなめも』関連のネタが多く、これを受けてか、『かなめも』の方でもモブキャラとして里佳子と佳織が登場している。
アダルトゲーム制作会社の実際の業務を扱ったネタが作中では多数ちりばめられており、アダルトゲームのジャンル特有の用語や概念についても作中でも可能な限りは解説が行われている。全年齢向きである本作ではどうあっても絵や文章で説明できないような用語や概念も存在するが、それを逆手にとって「アダルトゲームのジャンル特有の用語や概念について無知である里佳子が、知っている人にとっては頓珍漢（とんちんかん）な行動をとってしまう」という、「わかる人にはわかる」という方向で笑いの要素も作っている。
作者のぷらぱは連載当初、Whirlpoolに所属していた現役のグラフィッカーであり、連載開始当初に担当者がグラフィッカー時代の出来事を聞かれ、その中で色々加味して行った中でプロトタイプができあがったという。
コミック4巻の帯にはアダルトゲームのシナリオライターでもある木緒なちから「生々しくて笑えない」とのコメントが寄稿されている。

## あらすじ
ごく一般的な少女・鈴村里佳子は、姉の理恵からの誘いもあり、理恵の勤務している会社「エンゲージング」にグラフィッカーとして就職することとなった。ところがそこはエロゲーの制作会社であり、直前までその事実を知らされなかった。そのため入社当初はグラフィッカーとしてもずぶの素人、性的なことに対しても免疫がないことから戸惑いもあったが、桜や佳織達との交流を重ねてゆくうちに、少しずつそこのカラーに染まってゆく…。

## 登場人物
キャラクターの年齢に関しては、1巻から5巻の終わりまでの間に2年ほどの年月が経過しているが、1巻で判明する里佳子の年齢を基準として記載する。

### エンゲージング関係者
鈴村 里佳子（すずむら りかこ）
本作の主人公でグラフィッカー。18歳。姉である理恵からの誘いもあり、エロゲー制作会社「エンゲージング」にて勤務している。エロゲー制作に携わる人間にもかかわらず、性的なことに対して免疫がなく、原画やシナリオ、声優の演技などを仕事で見聞きするだけで鼻血を噴出すこともしばしばある。だが、自らが貧乳であることや、幼少時代から巨乳の理恵と寝ることが多かったこともあり、女性の胸に対しては異常なまでの憧れと興味を示している。ただし、里佳子の胸への執着は羨望であって性的嗜好ではない。大きな胸の女性を見ると本能的にもみ倒そうとする困った癖もある（桜が主に被害に遭っている）。本人曰く「例えパッドで胸囲をごまかしても心眼で簡単に見分けることができ、服の上からでも触るだけで本当の胸囲が分かる」とのこと。また、入社した経緯からグラフィッカーとしての力量は皆無に等しかったが、佳織や桜などの指導もあり少しずつ腕を上げており、胸を描かせると周りが驚嘆するほど上手い。その胸への執着心から「おっぱい星人里佳」とネームを付けられ、ゲームソフトのスタッフ欄やエンドロールなどにも記載されている。性感度は鈍い方で、里佳子を熟知している裕美以外に触られてもあまり感じない。
季節を問わずパーカーを常に着ており、パーカーを集めてコレクションにするほど。
オタク界隈への理解のなさから、この手の趣味をたしなむ人たちにとってはタブーな発言をしてしまうことがしばしばあるが、エロゲーへの生理的嫌悪感のようなものは持っていない様子である。ただし、自分の仕事が世間にはおおっぴらに言えるものではないという羞恥心は強く持っており、エンゲージングの関係者がほぼ全員この点について吹っ切れているのとは対照的なものとなっている。また、仕事を介してアヒルや杏などの声優と交友を重ねる内に声優にも興味を持つようになった。
井上 桜（いのうえ さくら）
里佳子の先輩でグラフィッカー。ロリータな風貌と巨乳（バスト99センチ）を合わせ持ち、よく里佳子に胸を揉まれている。当初はかなり嫌がっていたが、回を追うごとに連載当初のような嫌そうな素振りを見せなくなる。しかし仕事上身体を動かさないので、お腹や太ももの肉付きを大変気にしている。基本的には温和な性格。髪型は連載当初はセミロングだったが現在は腰まで伸ばしている。左薬指に指輪を嵌めているので既婚者と思われる。嗜好は眼鏡っ娘。同人誌活動も行っており、即売会では自作の百合本を配布していた。
真堂 佳織（しんどう かおり）
里佳子の先輩でグラフィッカー（CGチーフ担当）。24歳。グラフィッカーとしての力量はかなりのものであるが、基本的には面倒臭がり屋でダメ人間。勤務態度は不真面目だが、仕事に対して手を抜くことはしていない様子である。また、上述の通り性的なことに関して免疫のない里佳子に対して的確なアドバイスをするなど、後輩思いな一面も見せる。
学生時代は女子高に通っていて、普通に学生時代を送りたかったがその容姿から同性にモテまくり、その頃から本人の意思に反して百合を経験している。現在ゆう子と百合関係で、こちらは相思相愛の仲。里佳子が入社する一年前に彼氏がいたが、クリスマス等に同人イベントが重なって度々同人を選び、彼氏も他の女を作って別れた。視力が軽度に悪く、普段はコンタクトをしており、家では眼鏡をかけている。中学時代は卓球部に所属しており、卓球の腕はかなりのもの。
以前は別の会社にて勤務していた。嗜好品はスク水。今までの体験から百合にも多少のこだわりがある。声優やアニメが好きで、時々熱弁することがある。
斉藤 ゆうこ（さいとう ゆうこ）
原画担当。連載当初は19歳。一見まともそうだが、二次元と女の子が好きだという人間。二次元属性の話を彼女に振ると延々と熱弁することもしばしばで、二次元(ギャルゲー)の世界に行けたらと本気で思っている。嗜好品は体操着とブルマ。佳織とは百合関係で相思相愛の仲で、街中で堂々と腕を組んだり夜伽話をするほど。
後藤 千裕（ごとう ちひろ）
プログラマー。裕美とは双子の姉妹。桜に負けず劣らずの巨乳。さっぱりしていて強気な性格。里佳子には胸の大きさで見分けられており、「双子の胸が大きい方」と呼ばれることがある。しかしその呼び方を快く思っていないことから時折里佳子に鉄拳を加えることも。嗜好は百合。それゆえに、桜に対して想いを寄せていると思われる描写もある。姉妹揃って会社の入っているビルの7階に住んでおり、普段はそこで作業を行っている。
後藤 裕美（ごとう ゆみ）
プログラマー。千裕とは双子の姉妹だが、対照的に貧乳かつ温厚な性格。千裕同様に嗜好は百合。どういうわけか、里佳子のことをかなり気に入っている。
鈴村 理恵（すずむら りえ）
里佳子の姉で、ディレクター兼開発室責任者。28歳。里佳子をこの業界に入れた張本人。里佳子が入社した際も「理恵さんの妹だから大丈夫」という理由から面接なしで採用となった経緯があるほど、社長や佳織、桜などのスタッフから全幅の信頼を置かれている。里佳子とは対照的に胸があり、時々里佳子に豊乳マッサージなどをさせており、里佳子が「おっぱい星人」になったきっかけを作った人間でもある。里佳子に対しては職務上厳しいところもあるが、一緒にお風呂に入って洗いっこしたり添い寝したりとツンデレシスコン。小さい頃からアニメをよく見ていたためアニメにはちょっとうるさい。最近は彼氏がいないことに焦りを感じ、その話に触れると機嫌が悪くなる。
飯塚 麻美子（いいづか まみこ）
シナリオライター。見た目通りのロリっ娘。資料探しと称し、全国各地を飛び回っているために不在にしていることも多い。妄想癖があり、我を見失うほど創作活動に没頭していることもしばしば。
望月 良子（もちづき りょうこ）
事務・広報担当。19歳。コスプレを趣味にしており、普段から様々な服装で勤務している（来客時にはおもてなしと言うことでメイド服を着用）。

### その他の人物
望月 大輔（もちづき だいすけ）
良子の弟。かなりのイケメンだが、腐女子の彼女を持っており、しばしばコミケの会場で手伝いをさせられることもある。
空野 アヒル（そらの あひる）
声優。1巻でオフィスを訪問したり、2巻でもコミケでも売り子の手伝いをしたりと、エンゲージングとは比較的関わりが深い。
成瀬 杏（なるせ あんず）
声優。アヒル同様、エンゲージングとは比較的関わりが深い。
野島 綾（のじま あや）
声優。麻美子のオファーに答える形でエンゲージングの作品に出演。
中川（なかがわ）
他社の社員。佳織とは友人の間柄。
緒方（おがた）
中川と同じ会社の社員でグラフィッカー。男性。
荒巻（あらまき）
「もりもりソフト」の社員。理恵とは顔見知り。
潤ちゃん
里佳子の元クラスメイト。現在は書店の店員をする傍ら、同じく元クラスメイトの「ハル」と一緒にBL同人誌を作りイベントに出展している。髪型はポニーテール。苗字は「桃井」だが、フルネームが「桃井 潤」なのかは不明。
ハルちゃん
里佳子の元クラスメイト。潤からは「ハル」と呼ばれている。髪はセミロングで、細目で描かれる。本名は不明。
鈴村 里佳男
単行本収録のおまけ漫画「主人公がオトコ編」の主人公の青年。本編の里佳子を男性に置き換えたキャラクター。そのため巨乳好きであるようだが男性であるため里佳子と違いエンゲージングの女性陣に女性の胸への執着は表に出さない。エンゲージングの女性陣にからかわれまくる不遇なキャラ。

## 書誌情報
単行本
芳文社「まんがタイムKRコミックス」
1. 第1巻（2008年12月25日初版発行）ISBN 978-4-8322-7765-6
2. 第2巻（2009年12月26日初版発行）ISBN 978-4-8322-7874-5
3. 第3巻（2010年11月27日初版発行）ISBN 978-4-8322-7961-2
4. 第4巻（2012年 1月27日初版発行）ISBN 978-4-8322-4104-6
5. 第5巻（2013年 1月26日初版発行）ISBN 978-4-8322-4252-4